# Publio Rutilio Lupo (console 90 a.C.)
Publio Rutilio Lupo (latino: Publius Rutilius Lupus; ... – Lago del Turano, 90 a.C.) è stato un politico e militare romano del periodo della Repubblica.

## Biografia
Fu console romano nel 90 a.C., insieme a Lucio Giulio Cesare, quando scoppiò la Guerra Sociale.
La guerra per la quale il console Publio Rutilio Lupo sarebbe caduto valorosamente in battaglia, era iniziata nel 91 a.C., un anno prima della sua morte, lo stesso anno della sollevazione di Ascoli. I primi momenti della guerra furono contrassegnati, per i romani, da numerosi insuccessi. Gli italici attaccarono le fortezze, con frequente e vincente azioni di guerriglia, poi iniziarono le battaglie campali.
Data la vastità del teatro di guerra, la repubblica decise di dividere in due parti il territorio degli insorti. Al console Publio Rutilio Lupo diede il compito di ridurre all'obbedienza i Piceni, i Vestini, i Sabini, i Peligni e i Marsi, a Nord, mentre a Lucio Giulio Cesare affidò l'incarico di combattere i Sanniti, i Campani e gli altri popoli dell'Italia meridionale. Per fronteggiare il primo schieramento venne scelto dai ribelli, il marso Pompedio Silone, contro il secondo schieramento, comandato da Publio Rutilio Lupo, il sannita Papio Mutilio. Lucio Giulio Cesare aveva tra i suoi legati Silla), mentre al Nord Publio Rutilio Lupo poteva contare su Gaio Mario, rientrato dall'Oriente.
La battaglia dove trovò la morte il console venne combattuta l'11 giugno del 90 a.C.,  contro l'altro comandante marso, Vezio Scatone ed avvenne, secondo alcuni storici, sulle rive del Toleno, mentre secondo altri su quelle del Liri. Gli storici che ci hanno tramandato lo scontro sanguinoso, che fu disastroso per le armi romane, sono infatti di parere diverso. Ovidio, in un verso dei Fasti, afferma che si trattò del fiume Toleno, e della stessa opinione del grande poeta peligno è anche lo storico Orosio, dove si legge che le acque del Toleno trasportarono i cadaveri dei soldati romani, uccisi nella battaglia. Appiano invece, che nella sua storia fornisce maggiori particolari della Guerra Sociale, individua il luogo dello scontro sulle rive del Liri.
Il console morì insieme a 8.000 dei suoi soldati, e solo grazie a Mario i romani riuscirono ad impedire la completa catastrofe continuando la resistenza su quel fronte.
Il trattatista Giulio Ossequente, nel suo Libro dei Prodigi (de Prodigiis), attribuisce la sconfitta e la sventura del console Lupo al non aver rispettato gli avvertimenti degli oracoli, nel seguente passo: